# Hard Grit
Hard Grit è un film-documentario prodotto dalla Slackjaw Film nel 1997. È incentrata sulla particolare forma di arrampicata libera praticata in Gran Bretagna sul gritstone, una roccia sedimentaria caratteristica dell'isola, in particolare del Peak District e dello Yorkshire.
Il film ha vinto dieci premi in festival internazionali.
Alla sua uscita il film ebbe recensioni entusiaste dalle riviste del settore e influenzò grandemente la generazione di arrampicatori del periodo, tanto che da allora tale tipologia di arrampicata viene comunemente chiamata "hard grit" fuori dalla Gran Bretagna.

## Realizzazione
Il film non fu realizzato secondo una sceneggiatura precisa e fu piuttosto il frutto di una serie di riprese effettuate in maniera quasi amatoriale da Heap e Turnbull, che frequentavano l'ambiente dell'arrampicata su gritstone e conoscevano personalmente buona parte dei protagonisti.

## Partecipanti (in ordine alfabetico)
- Robin Barker
- Neil Bentley
- John Dunne
- Johnny Dawes
- Richard Ekehed
- Niall Grimes
- Seb Grieve
- Leo Houlding
- Dave Jones
- Jerry Moffatt
- Ben Moon
- Jean-Minh Trin-Thieu
- Sam Whittaker

## Salite filmate
I gradi vengono forniti nella scala inglese (moderna), che presenta un coefficiente di impegno generale, che prende in esame anche "difficoltà psicologiche" date dalla scarsa proteggibilità della via e inizia per "E", affiancato da un coefficiente di pura difficoltà tecnica che ricorda quello della scala francese, ma più compresso.
In ordine di apparizione nel film:
Gaia (E8 6c)il film si apre con il famoso volo in cui Jean-Minh Trin-Thieu vi si fratturò la gamba. È il primo E8 britannico, salito da Johnny Dawes nel 1986.
Fat Slapper (E7 6c)tetto obliquo con buone protezioni a metà via, aperto da Seb Grieve.
Fat Man's Chimney ed altre vie storicheNeill Grimes in una decina di minuti traccia la storia dell'arrampicata sul gritstone, con foto autentiche e inserti filmati in cui vengono ricostruite in stile retrò le gesta di pionieri di inizio Novecento, come J.W.Puttrell e Harry Kelly, passando per gli anni quaranta di Peter Harding fino ai moderni Steve Bancroft e Johnny Woodward.
Piece of Mind (E6 6b)Sam Whittaker sulla via, da affrontare senza protezioni con passo chiave all'uscita.
Samson (E9 7b)Jerry Moffatt in top rope sulla via, corta e molto fisica, da lui aperta nel 1997 a Burbage South.
End of the Affair (E8 6c)un giovanissimo Leo Houlding prova in top rope e poi supera dal basso lo spigolo salito nel 1986 da Dawes a Curbar. Poi ripreso nella salita di Gaia e Kaluza Klein (E7 6c).
Braille Trail (E7 6c)salita con un paio di voli dell'australiano Dave Jones sulla placca aperta a Bourbage South dal solito Dawes (1984).
Paralogism (E7 6c)Seb Grieve sul tetto aperto da Nadin (1987).
Master's Edge (E7 6c)storico spigolo a sega salito da Ron Fawcett nel 1983 e affrontato nel film dal climber svedese Richard Ekehed.
The New Statesman (E8 7a)salita a Ilkley da John Dunne (1987), non proteggibile nel suo tratto più duro, nella ripetizione di Neil Bentley.
Parthian Shot (E9 7a)il primo E9 (tralasciando l'Indian Face di Dawes), su un pulpito di Bourbage salito da John Dunne nel 1989, qui nella prima ripetizione di Seb Grieve, dopo diversi lunghi voli.
sequenze di boulderingdiversi protagonisti, tra cui Neil Bentley su Blind Fig (B11), Ben Moon su Ben's Wall (B11) e Brad Pitt (B13 a Stanage), Jerry Moffatt su The Joker (B13 a Stanage).
Renegade Master (E8 7a)Neil Bentley sulla via di potenza aperta a Froggatt da Jerry Moffatt nel 1995.
Marbellous (E8 7a)realizzazione costata anni di tentativi a Robin Barker, sul tecnico Marble Wall (stimata 8b in gradi francesi).
Fast forward (E7 6c)John Dunne, noto non solo per le sue realizzazioni ma anche per la corporatura, particolare per un climber.
sequenze di tentativiin top rope su possibili nuove vie, con Ben Moon e Johnny Dawes.
Meshuga (E9 6c)Seb Grieve in jeans (per meglio effettuare un appoggio eterodosso col ginocchio sulla roccia abrasiva), immortalato anche in copertina.

## Curiosità
Lisa Rands è una climber statunitense nota per la prima salita femminile di Gaia nell'aprile 2006. Sul suo sito racconta di come la scena del documentario girata sulla via le rimase impressa e le ritornò in mente giusto all'uscita della via.